# Номер семнадцать
«Номер семнадцать» (англ. Number Seventeen) — художественный фильм режиссёра Альфреда Хичкока, снятый в 1932 году по одноимённой пьесе Джозефа Джефферсона Фарджоуна. Данный фильм является последним в карьере Хичкока, к которому он сам писал сценарий.

## Сюжет
Банда грабителей, похитивших ожерелье, собирается в доме под номером 17, где случайно оказывается бездомный бродяга Бен. По следу преступников идет детектив Бартон, однако кто именно из собравшихся является полицейским?

## Производство
Хичкок не хотел снимать этот фильм, лелея мечту об экранизации пьесы Джона Ван Друтена «Лондонская стена» (англ. London Wall), однако в наказание за провал с фильмом «Богатые и странные» (1931) студия навязала режиссёру постановку «Номера семнадцать». Это был последний фильм, который Хичкок сделал для киностудии British International Pictures в качестве режиссёра.
По словам Хичкока в его интервью с Франсуа Трюффо, он решил сделать заброшенный дом, где укрывались гангстеры, прибежищем кошек. По замыслу режиссёра, при каждом выстреле животные должны были бежать вверх по лестнице. Кошки никак не хотели подчиняться задумкам Хичкока, и после нескольких неудачных попыток направить испуганных животных в нужном направлении режиссёр сдался.

## В ролях
- Леон М. Лайон — Бен
- Энн Грэй — Нора
- Джон Стюарт — детектив Бартон
- Дональд Кэлтроп — Брэнт, сопровождающий Норы
- Барри Джонс — Генри Дойл
- Энн Кассон — Роуз Экройд
- Генри Кейн — мистер Экройд
- Гэрри Марш — Шелдрейк
- Герберт Лэнгли — эпизод (нет в титрах)

## Съёмочная группа
- Режиссёр: Альфред Хичкок
- Сценаристы: Джозеф Джефферсон Фарджоун, Альфред Хичкок, Альма Ревилль, Родни Экланд
- Продюсеры: Леон М. Лайон, Джон Максвелл (нет в титрах)
- Композитор: Адольф Хиллис
- Операторы: Джек Э. Кокс, Брайан Лэнгли
- Монтаж: Э. Хэммонд
- Художник: С. Уилфрид Арнольд
- Звукооператор: Э. Вэлентайн
- Визуальные эффекты: Билл Уоррингтон (нет в титрах)